# Ava (Missouri)
Ava è un comune degli Stati Uniti d'America, situato nello Stato del Missouri, nella contea di Douglas, della quale è il capoluogo e l'unica località incorporata.